# Astronomy Picture of the Day

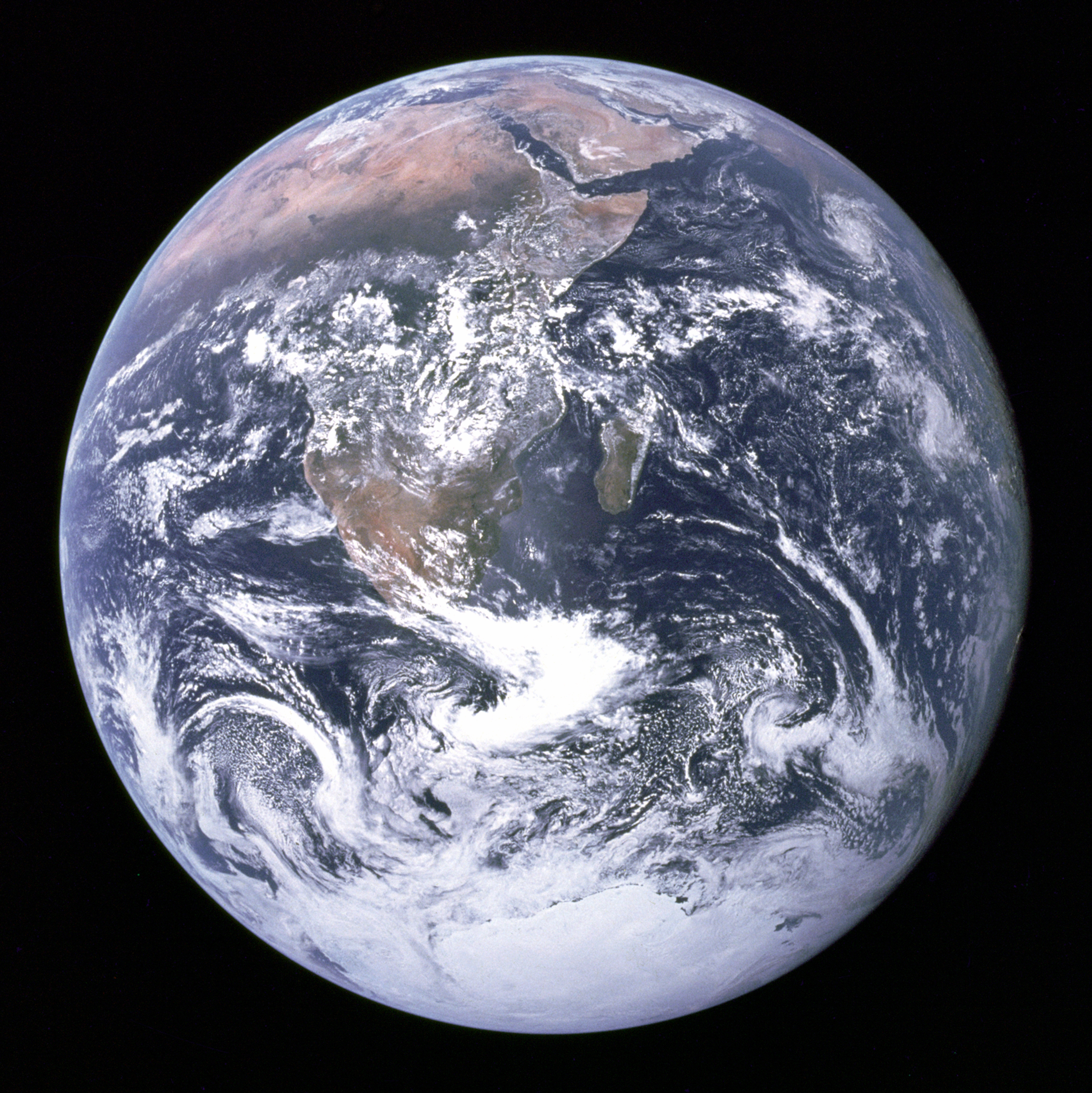
A Terra vista da Apollo 17

O Astronomy Picture of the Day (APOD, em português: Imagem Astronômica do Dia) é um website mantido pela NASA e pela Universidade Tecnológica de Michigan. De acordo com o website, "cada dia uma imagem ou foto diferente do universo é mostrada, com uma curta explicação escrita por um astrônomo profissional". A fotografia mostrada não foi necessariamente tomada no mesmo dia em que foi mostrada, e por vezes fotos já mostradas anteriormente são apresentadas novamente.